# Patton, Cumbria
Patton var en civil parish 1866–1986 när det uppgick i Whinfell, i grevskapet Cumbria i England. Civil parish var belägen 5 km från Kendal och hade 63 invånare år 1961. Den inbegrep Patton Bridge.